# Glyphidops dispar
Glyphidops dispar är en tvåvingeart som först beskrevs av Cresson 1926. Glyphidops dispar ingår i släktet Glyphidops och familjen Neriidae.
Artens utbredningsområde är Panama. Inga underarter finns listade i Catalogue of Life.